# Wierzbica (Bogumin)
Wierzbica (czes. Vrbiceⓘ, niem. Wirbitz) – część miasta Bogumina w kraju morawsko-śląskim, w powiecie Karwina w Czechach. Jest to także gmina katastralna o nazwie Vrbice nad Odrou (pl. Wierzbica nad Odrą) i powierzchni 328,69 ha, położona w południowo-zachodniej części miasta. Liczba mieszkańców wynosi 464, a adresów 155. Nazwa pochodzi od okolicznych zarośli wierzbowych.

## Historia
Wierzbica to jedna z najstarszych miejscowości na Śląsku Cieszyńskim. Miejscowość została po raz pierwszy wzmiankowana jako Wierzbica w 1229 roku, w bulli papieża Grzegorza IX dla benedyktynów tynieckich, zatwierdzającej ich posiadłości w okolicy Orłowej. W 1268 powstał klasztor Benedyktynów w Orłowej, a Wierzbica stanowiła odtąd jego uposażenie (jednak bez karczmy).
W 1290 w wyniku trwającego od śmierci księcia Władysława opolskiego w 1281/1282 rozdrobnienia feudalnego księstwa opolsko-raciborskiego powstało nowe Księstwo Cieszyńskie, w granicach którego znalazła się również Wierzbica. W 1291 opat Jan przekazał, za zgodą zwierzchnika z Tyńca (opata Alberta), prawo własności Wierzbicy książętom cieszyńskim, natomiast proboszczowi bogumińskiego kościoła NMP, Lambertowi, zezwolił pobierać stąd dziesięcinę. Od 1327 księstwo cieszyńskie stanowiło lenno Królestwa Czech. W 1447 Wierzbica weszła w skład wydzielonego działu księcia Bolesława II.
Wierzbica w historii samorządności lokalnej była samodzielną gminą, jedynie w latach 1850-1892 została włączona do Pudłowa, a dopiero w 1974 znalazła się w administracyjnych granicach Bogumina.
Według austriackiego spisu ludności z 1910 roku Wierzbica miała 1114 mieszkańców, z czego 1080 było zameldowanych na stałe, 673 (62,3%) było niemiecko-, 234 (21,7%) polsko- i 173 (16%) czeskojęzycznymi, 1050 (94,3%) było katolikami, 36 (3,2%) ewangelikami, 20 (1,8%) wyznawcami judaizmu a 8 (0,7%) innej religii lub wyznania.